# Strażnicy Masery
Strażnicy Masery (tytuł oryginału: I custodi del Maser) – włoska seria komiksowa stworzona przez Massimiliana Frezzata, publikowana od 1996 roku przez wydawnictwo Vittorio Pavesio Productions. Od tomu siódmego rysowanie serii od Frezzata przejął Fabio Ruotolo.
Po polsku Strażnicy Masery ukazują się od 2019 roku nakładem wydawnictwa Studio Lain.

## Fabuła
Utrzymana w konwencjach postapokaliptycznego science fiction, fantasy i steampunku, seria toczy się na planecie Kolonia, zniszczonej przez długotrwałe wojny między ludźmi a zbuntowanymi krasnoludami. Zerith, Erha i Fango, niedobitki ze wsi Masera, wyruszają w poszukiwaniu Wieży, w której podobno ukryta jest wiedza umożliwiająca przywrócenie świetności planecie.

## Tomy
| Tom | Tytuł i rok wydania polskiego | Tytuł i rok wydania oryginalnego | Uwagi                                                          |
| --- | ----------------------------- | -------------------------------- | -------------------------------------------------------------- |
| 1   | Drugi księżyc (2019)          | La seconda luna (1996)           | Pierwszy cykl, po polsku wydany w tomie zbiorczym.             |
| 2   | Wyspa karłów (2019)           | L'isola dei nani (1998)          | Pierwszy cykl, po polsku wydany w tomie zbiorczym.             |
| 3   | Oko morza (2019)              | L'occhio del mare (1999)         | Pierwszy cykl, po polsku wydany w tomie zbiorczym.             |
| 4   | Żelazna wieża (2019)          | Il torre di ferro (2000)         | Drugi cykl, po polsku wydany w tomie zbiorczym.                |
| 5   | Koniec świata (2019)          | La cima del mondo (2003)         | Drugi cykl, po polsku wydany w tomie zbiorczym.                |
| 6   | Zaginiona osada (2019)        | Il villaggio perduto (2005)      | Drugi cykl, po polsku wydany w tomie zbiorczym.                |
| 7   |                               | La giovane regina (2007)         | Trzeci cykl, prequel do poprzednich, zaplanowany na trzy tomy. |
| 8   |                               | Il Grande Splendor (2011)        | Trzeci cykl, prequel do poprzednich, zaplanowany na trzy tomy. |